# 和平农场 (云霄县)
和平农场，是中华人民共和国福建省漳州市云霄县下辖的一个类似乡级单位。

## 行政区划
下辖以下地区：
田坎作业区社区、河塘作业区社区、后坪作业区社区、宜谷径作业区社区、泮坑作业区社区、新楼作业区社区、河溪作业区社区、甘埔作业区社区、征山作业区社区、金山作业区社区和牛尾作业区社区。